# 랑비스 GR역
랑비스 GR역(Langwies GR)은 종종 랑비스역으로, 래티셰 철도(RhB)의 쿠어-아로자 철도(아로자반)에 있는 기차역이다. 마을 중심에서 언덕 아래로 내려가면 랑비스에 있다. 역의 선로를 가로지르는 작은 횡단보도가 있다.

## 고가교
두 개의 주목할만한 철도 고가교 (또는 다리)가 랑비스 근처의 깊은 계곡을 가로지른다. 선 아래(쿠어 방향)는 그륀지토벨 고가교 (또는 그륀지토벨 다리, 독일어: Gründjitobel-Viadukt)로 길이가 145m이고, 선 위로 짧은 거리는 랑비저 고가교이다.
후자의 고가교는 국가적으로 중요한 스위스 문화유산으로 등재되어 있다. 길이가 284m(일부 출처에서는 287m로 명시되어 있음)이며, 이전 육교와 마찬가지로 선구적인 철근 콘크리트 구조물이다.

## 운행편
다음 서비스는 랑비스 GR에서 정차한다.
- 레기오 : 쿠어와 아로자 사이를 매시간 운행

## 갤러리

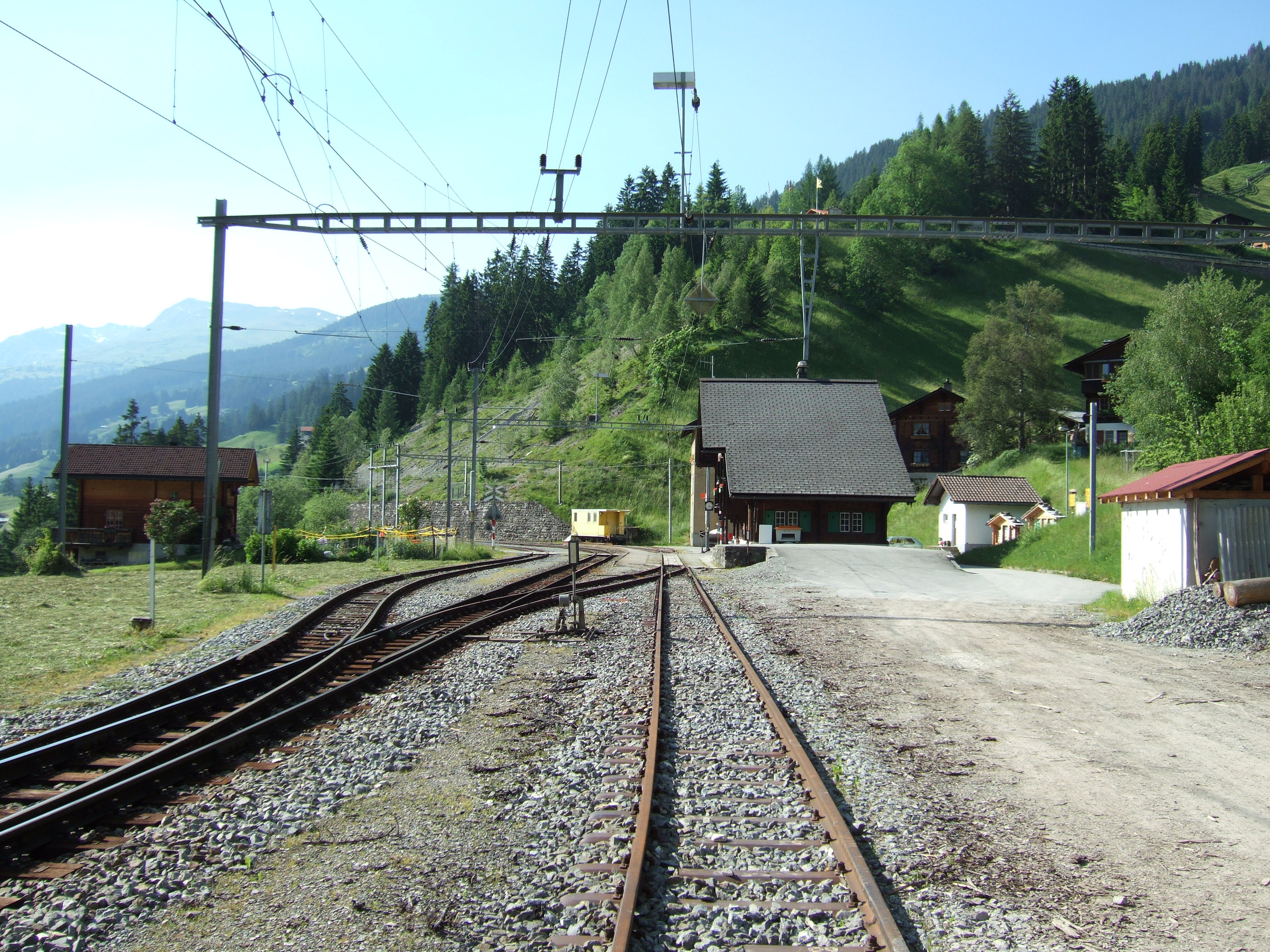
역과 선로
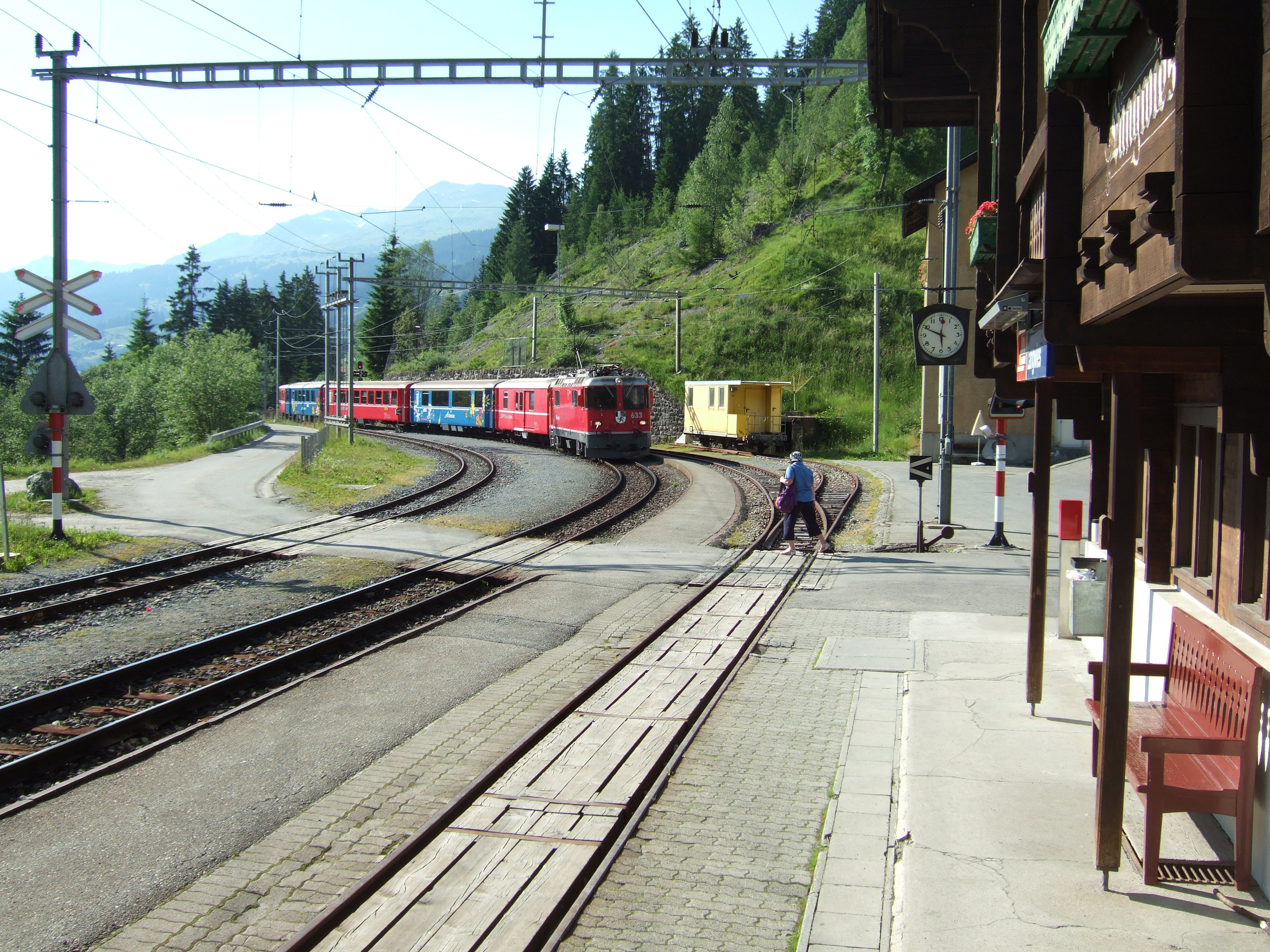
건널목에 주의하며, 역에 접근하는 열차
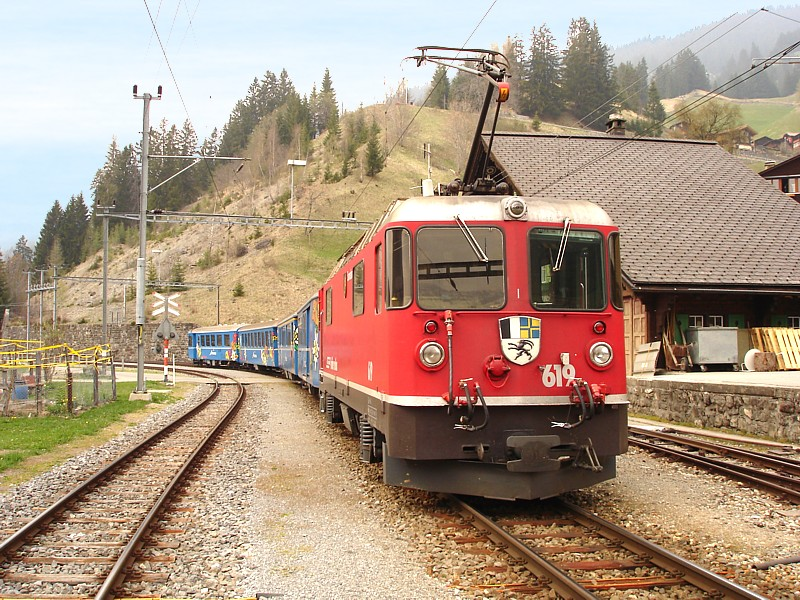
랑비스를 관통하는 차량
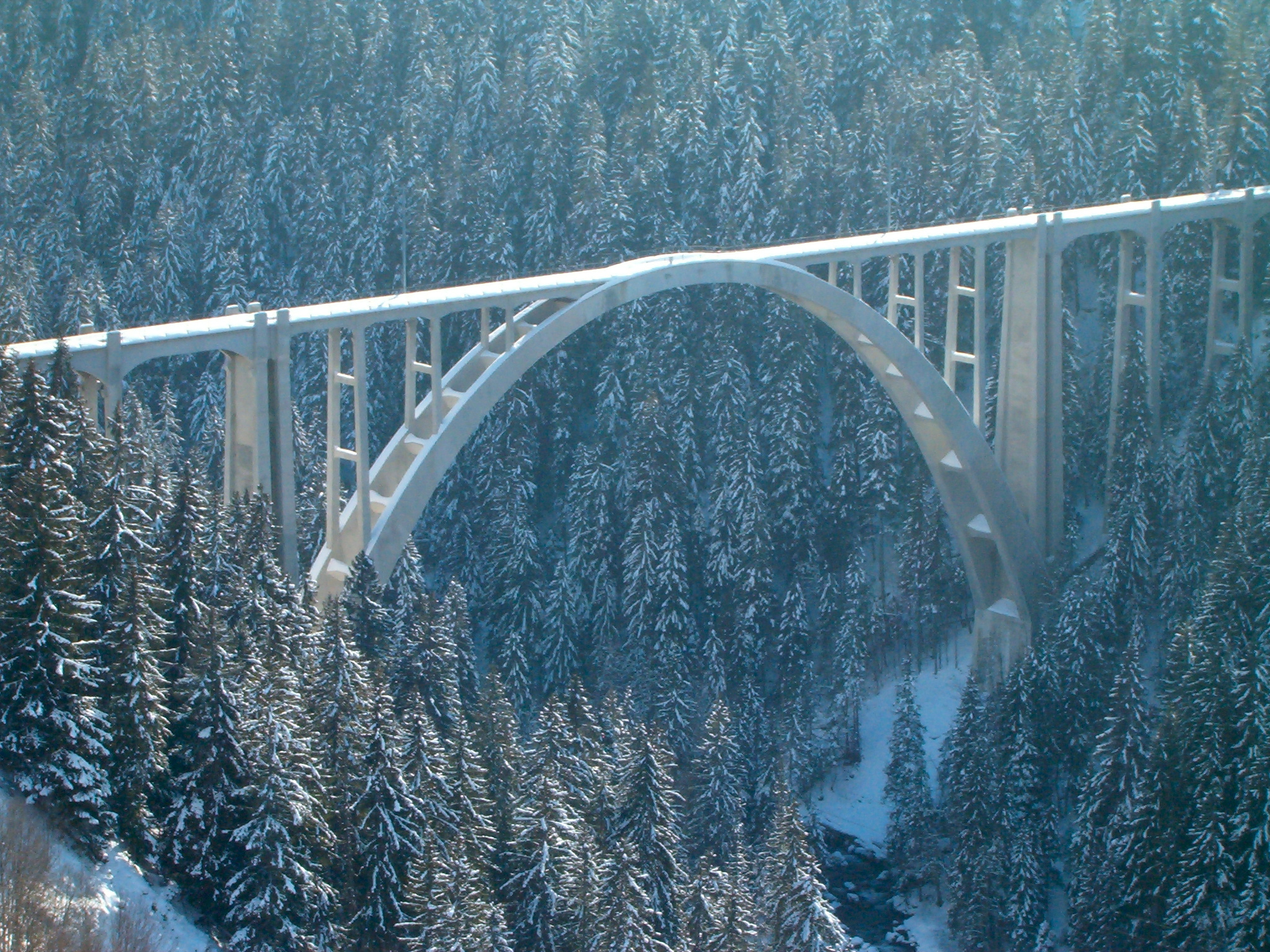
랑비저 고가교
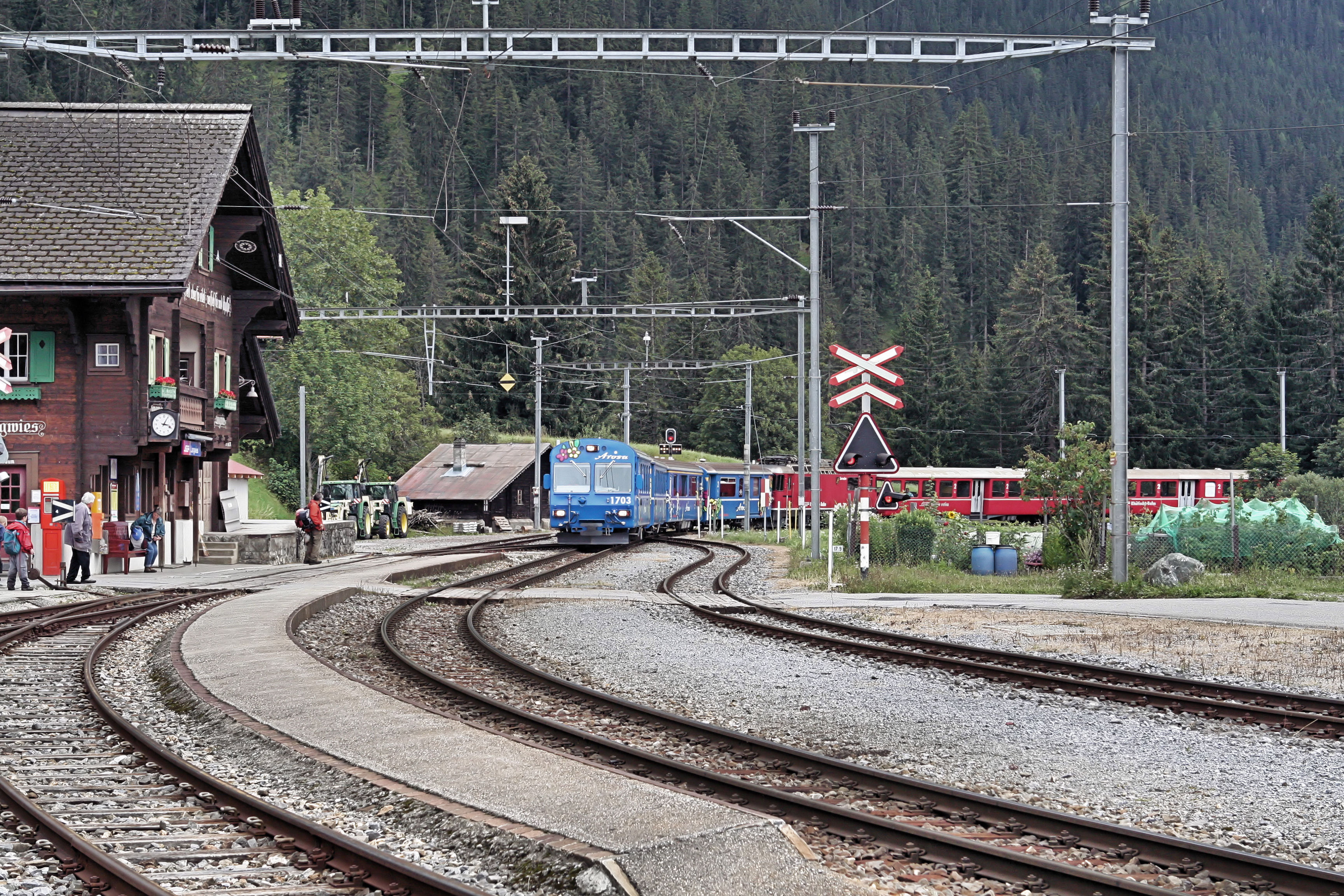
노선을 올려다 보는 랑비스역
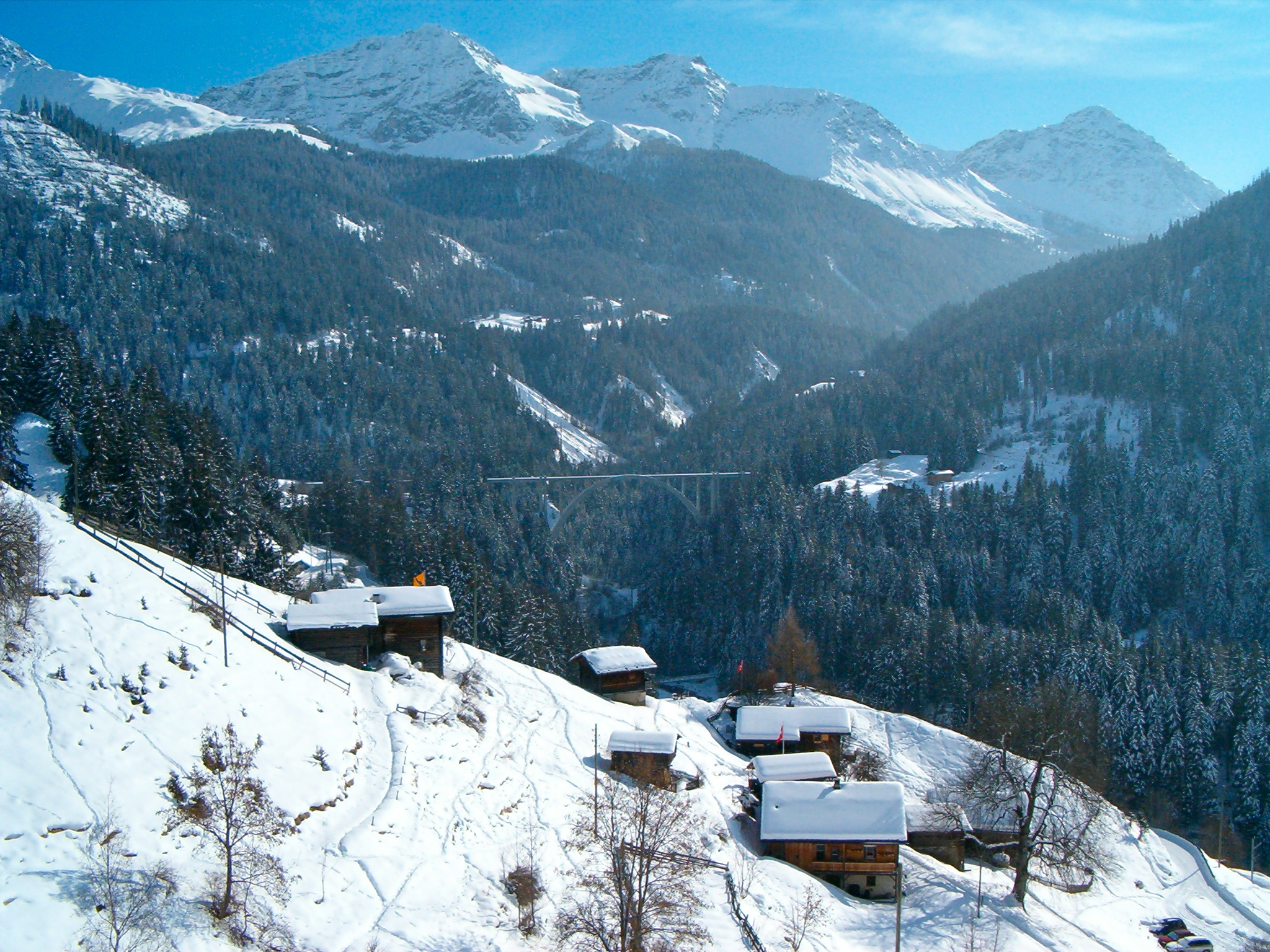
고가교의 풍경